# Trillingblomssläktet
Trillingblomssläktet (Bougainvillea) är ett släkte i familjen underblommeväxter. Arterna i släktet är vedartade, tornförsedda, blommande klätterväxter som ursprungligen kommer från regnskogen Amazonas i Sydamerika. Släktet är uppkallat efter Louis Antoine de Bougainville, en fransk upptäcktsresande som ledde den expedition som fann växterna i Brasilien på 1760-talet.
Den egentliga blomman är liten och vanligen vit, men varje samling av tre blommor omges av tre eller sex färgstarka, tunna, pappersliknande högblad. De kan vara rosa, ljuslila, mörklila, röda, orange, vita eller gula. 
Där klimatet är lämpligt är trillingblomssläktets arter omtyckta prydnads- och trädgårdsväxter. De används även som krukväxter. Det finns ett otal sorter både av de rena arterna och av hybrider. 
Växterna är starkväxande och blommar året runt i varmt klimat, särskilt om de beskärs. De trivs bäst i starkt solsken och behöver regelbundet få gödning. Däremot krävs inte så mycket vatten. Tvärtom så blommar de inte och kan även tappa blad om de får för mycket vatten. 
Den odlade trillingblomman kan orsaka kontakteksem under flera dagar, troligen även de andra arterna.[källa behövs]

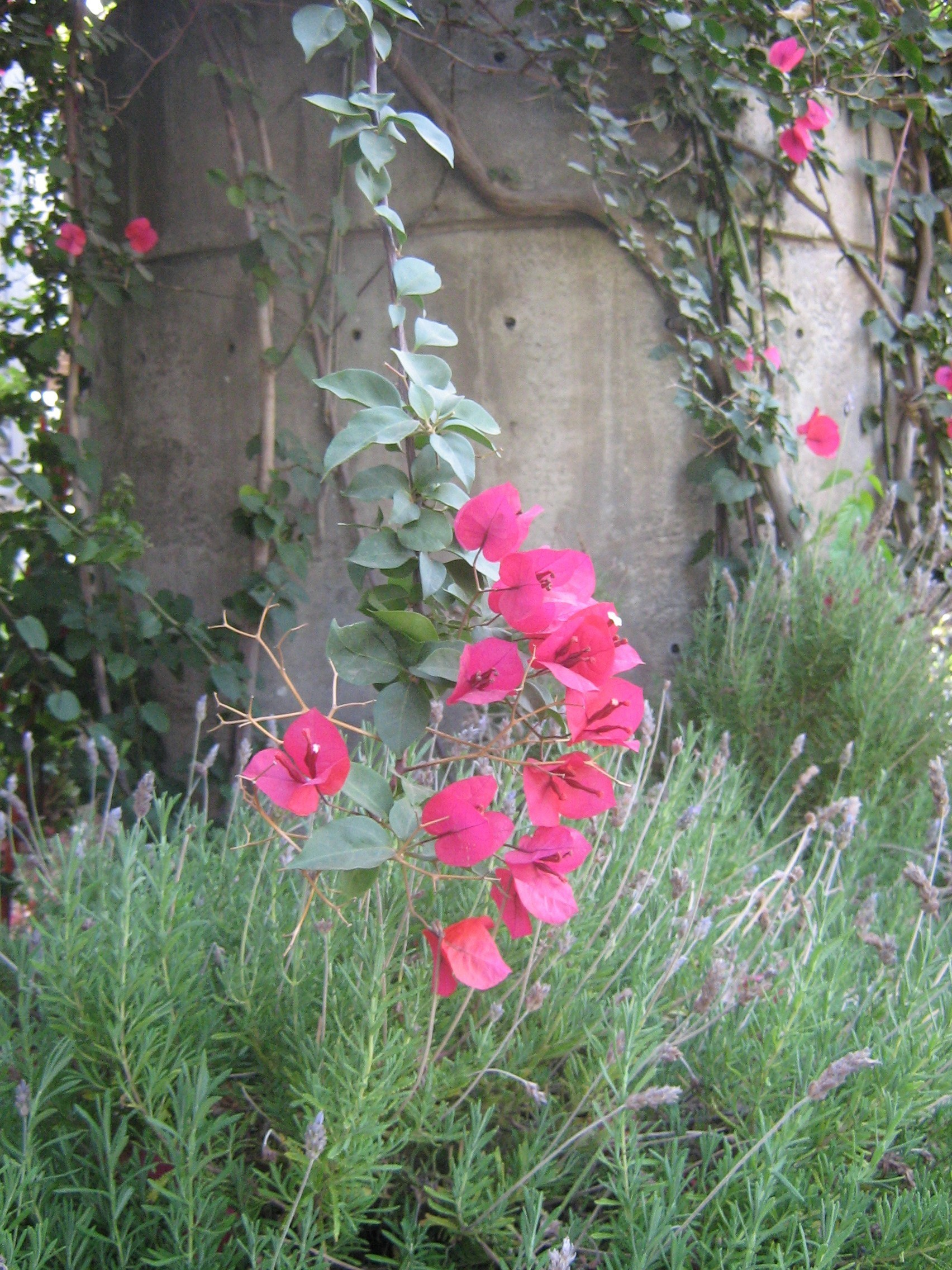
Bougainvillea